# إيزابيل ويست
إيزابيل ويست (بالإنجليزية: Isabel West)‏ هي ممثلة أمريكية، ولدت في 1858، وتوفيت في 22 يوليو 1942 في برينتوود في الولايات المتحدة.

## وصلات خارجية
- إيزابيل ويست على موقع IMDb (الإنجليزية)